# Трофимов, Александр Степанович
Александр Степанович Трофимов (24 сентября [7 октября] 1903, д. Кушниково, Казанская губерния, Российская империя — 15 июня 1980, Москва, СССР) — советский государственный и партийный деятель. Первый секретарь Чечено-Ингушского обкома КПСС (1959—1963).

## Биография
Родился 24 сентября [7 октября] 1903 в деревне Кушниково Казанской губернии Российской губернии (ныне упраздненный населенный пункт в составе Нижнекамского района Республики Татарстан), в крестьянской семье. По национальности русский.
Член ВКП(б) с 1927 года. В 1931 году окончил Саратовский педагогический институт.

### Трудовая деятельность
- 1931—1937 гг. — в системе народного образования (Саратов),
- 1937—1938 гг. — секретарь Саратовского городского комитета ВКП(б),
- 1938—1939 гг. — второй секретарь Саратовского городского комитета ВКП(б),
- 1939—1941 гг. — уполномоченный Комиссии партийного контроля при ЦК ВКП(б) по Читинской области,
- 1941—1942 гг. — уполномоченный Комиссии партийного контроля при ЦК ВКП(б) по Краснодарскому краю,
- 1942—1946 гг. — уполномоченный Комиссии партийного контроля при ЦК ВКП(б) по Азербайджанской ССР,
- 1946—1952 гг. — второй секретарь ЦК КП(б) Литвы, член Бюро ЦК КП(б) Литвы,
- 1952—1954 гг. — в аппарате ЦК ВКП(б) — КПСС,
- 1954—1957 гг. — первый секретарь Балашовского областного комитета КПСС,
- 1957—1959 гг. — инструктор ЦК КПСС,
- 1959—1963 гг. — первый секретарь Чечено-Ингушского областного комитета КПСС.

Кандидат в члены ЦК КПСС (1956—1961). Член Центральной Ревизионной Комиссии КПСС (1961—1966). Депутат Верховного Совета СССР 2-4-го и 6-го созывов.
С сентября 1963 г. на пенсии. Жил в Москве. Похоронен на Троекуровском кладбище.

## Награды
- Орден Трудового Красного Знамени (1947)
- Орден Ленина (?, 1958)
- Орден «Знак Почёта» (1973)